# السياحة في أذربيجان

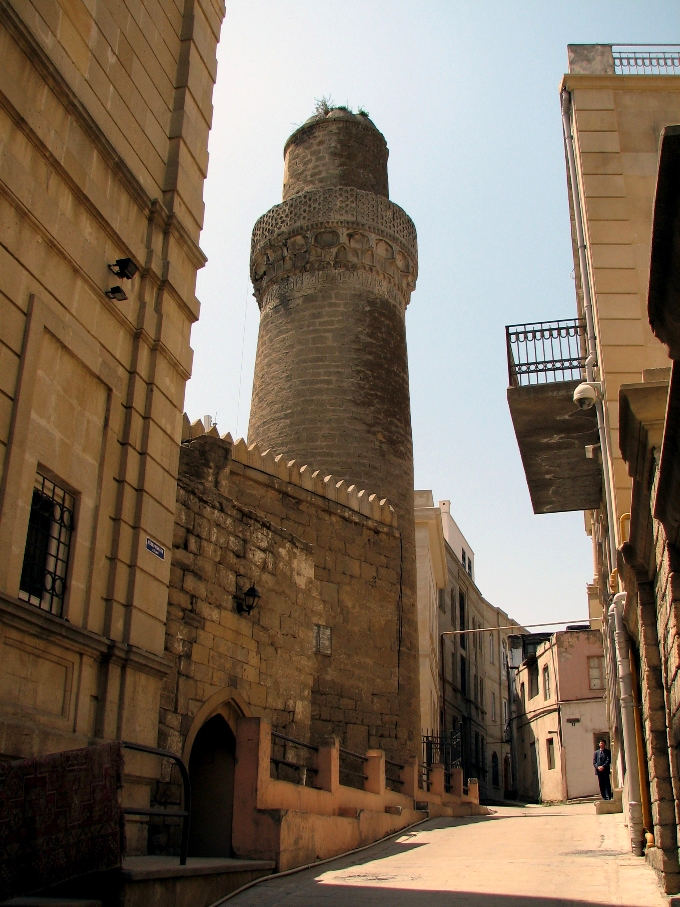
شوارع المدينة القديمة في باكو.

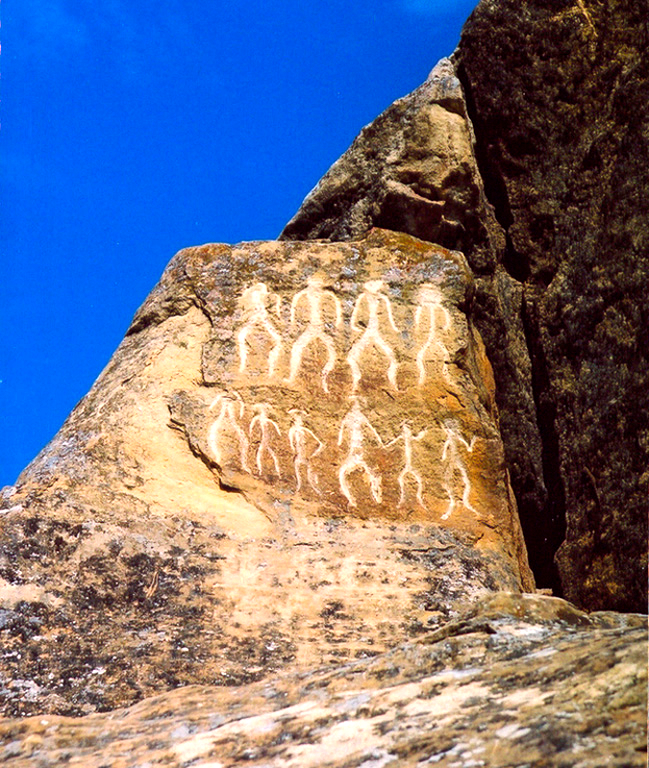
متنزه جوبوستان الوطني وآثار الإنسان القديم فيها وألتي تعود إلى 12 ألف سنة.

السياحة في أذربيجان السياحة هو جزء نامي في اقتصاد أذربيجان، البلد كان نقطة سياحية مُهمة في الثمانينات إلا أن حرب ناغورنو قرة باغ أدت إلى خفض السياحة في أذربيجان وعَكَسَت صورة سلبية عن أذربيجان في عقد التسعينات من القرن المُنصَرِم، لكن في السنوات الأخيرة ارتفع مجيء السياح إلى أذربيجان، المناطق السياحية المُهمة في أذربيجان هي المدينة القديمة في باكو عاصمة أذربيجان و برج مايدن و قصر شرفانشاه و متنزه جوبوستان الوطني حيث يوجد هناك نقوش ما قبل التاريخ.

## العاصمة باكو
تأتي أهمية السياحة في باكو مِن كونها عاصمة أذربيجان وعاصمة السياحة في أذربيجان، فهي مدينةٌ يقع أغلبها على ساحل بحر قزوين، رغم ذلك تتواجد بها بعض المرتفعات. تمتلك باكو مدينةً قديمةً جداً مِن العصور الوسطى، والعديد مِن المعالم الشهيرة وناطحات السحاب وغيره.
احتوت مدينة باكو على العديد من الحضارات التي امتدت لفترات زمنية طويلة، أكبر هذه الحضارات كانت الإسلامية، والتي تركت آثاراً تدل على أنها كانت أقوى الحضارات مِن الناحية الاقتصادية والعسكرية.
تتعدد الأماكن السياحية في باكو أهمها المدينة القديمة أو أتشيري شيهير هي أحد الأماكن السياحية في باكو التي وضعتها اليونسكو في لائحتها للمدن الأثرية لما تحتويه المدينة الحجرية القديمة على آثار . في قلب المدينة القديمة ستجد النسيج القديم، والتجارة التي تعتمد على أدوات مِن العصور الأولى، والمطاعم التقليدية.

## سياسة التأشيرة
ويمكن الحصول على تأشيرات سياحية من خلال سفارات أذربيجان أو تأشيرات إلكترونية في أي مكان في العالم. وجاء معظم الأجانب الذين زاروا أذربيجان في الأشهر الستة الأولى من عام 2015 من روسيا وجورجيا وتركيا وإيران.

## الآثار التاريخية

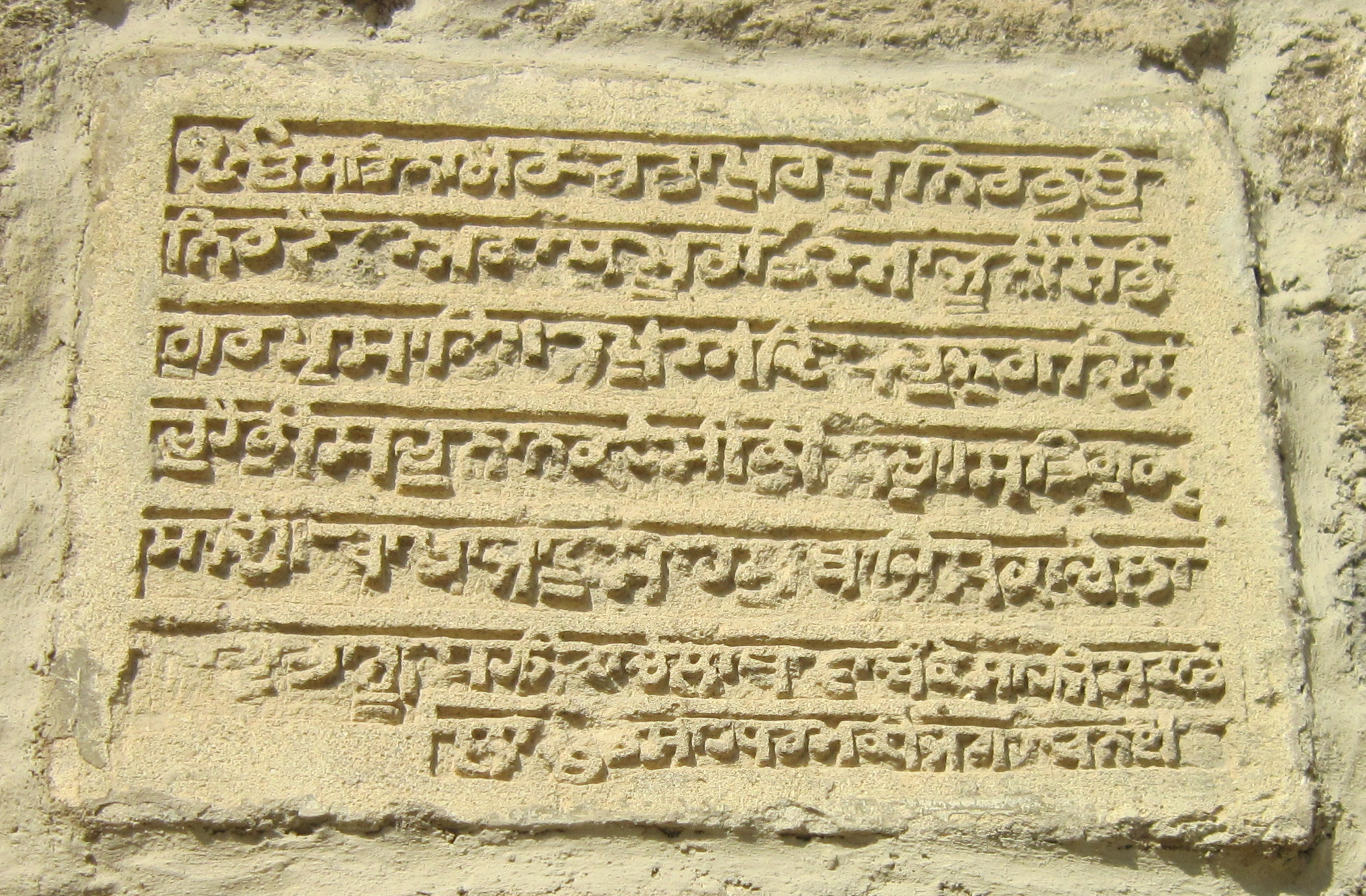
نقش فوق الباب رقم 18 في معبد أتيشكاه، باكو

بلد أذربيجان لديها العديد من المعالم التاريخية والمعمارية من فترات تاريخية مختلفة. مدينة باكو هي تاريخي قديم. هناك أكثر من 50 الآثار التاريخية والمعمارية من باكو أو مدينة إشيري شيهر . هناك أكثر من 50 الآثار التاريخية والمعمارية من باكو أو مدينة إشيري شيهر . وصل إلى يومنا هذا برج ميدن وشيرفان شاهلار . قصر شيرفانشاهس هو واحد من اللؤلؤ من العمارة الأذربيجانية. تم بناؤه في أوائل القرن الخامس عشر . يقع النصب المعماري برج أذربيجان العذراء في الجزء الجنوبي الغربي من باكو أو إشيري شيهر . ويبلغ طول برج العذراء 29.7 مترا ويبلغ قطره 16.5 متر .

## أتشكاه في باكو
معبد أتيشكاه، الذي يقع في الجزء الجنوبي الغربي من مستوطنة سوراخاني في شبه جزيرة ابشيرون، على بعد 30 كم بعيدا عن باكو، هو مشهد آخر مثير للاهتمام.يقع الحجر المركزي للمعبد يضم الغاز الطبيعي.شبه جزيرة أبشيرون تشتهر بالنفط والغاز الطبيعي.تم تحويل المجمع إلى متحف في عام 1975، والآن قد تلقى 15,000 زائر سنويا.في عام 1998 تم ترشيحه كقائمة التراث العالمي وأعلن احتياطي الدولة التاريخي المعماري.

## ثقافة الفن الصخري غوبوستان
واحدة من أقدم وأكثر إثارة الآثار في باكو، غوبوستان، مشهورة في جميع أنحاء العالم للمنحوتات الصخرية. الآثار غوبوستان غنية جدا. هناك أكثر من 6000 النقش الصخور المتبقية ما بين 5,000 و 40,000 سنة في الاحتياطي. في عام 2007 أعلنت غوبوستن العالمي قائمة اليونسكو للتراث العالمي. الاحتياطي الأكثر شعبية.

## حصن مارداكان
هناك برجان قديمان في مستوطنة مردكان في باكو . تم بناء جدار البرج من قبل المهندس المعماري عبد المجيد مسعود في 1232.

## العمارة الحديثة

### مركز حيدر علييف
يعد بناء مركز حيدر علييف أحد رموز باكو الحديثة. مؤلف مشروع البناء هو المهندس المعماري الأكثر شهرة زها حديد، صاحب جائزة بريتزكر المعمارية. هناك حوضان للزينة وبحيرة اصطناعية في المنطقة.

### أبراج اللهب
يبدو أن أطول المباني في باكو (190 متر) هي اللهب.وتغطي هذه المباني مع شاشات لإظهار نظرة الرسوم المتحركة.

## السياحة الجبلية
السياحة الجبلية هي واحدة من مجالات السياحة في أذربيجان. تم بناء مجمعات توفنداغ وشهداج مع فنادقهم في منطقتي غوسار و غابالا في البلاد. هذه المنتجعات توفر فرصا للتزلج على الجليد على ارتفاعات 2500-3000 متر فوق مستوى سطح البحر .

## شاهداغ مجمع السياحة الصيفية الصيفية
يمكن للسياح الاختيار من منازل عطلة خاصة، مثل المنازل الخاصة والفنادق والأكواخ والفيلات وحتى يعيش في واحدة من الوجهات السياحية الفاخرة.

## توفانداغ الشتاء والصيف مجمع سياحي
تقع منطقة السياحة الترفيهية على بعد حوالي 4 كم من منطقة غابالا. يوفر المجمع خطوط الكابل والتزلج في فصل الشتاء والتزلج ومركز الترفيه للأطفال والفندق والخدمات الأخرى.

## الحدائق الوطنية
مناخ أذربيجان لديه 9 مناطق مناخية. إن أذربيجان، بوصفها بلداً صغيراً في منطقة القوقاز والبحر الأسود بين بحر قزوين، تتمتع بثقافة غنية وتنوع بيولوجي واسع وموارد طبيعية كبيرة بين البلدان الأوروبية. وتخدم الحدائق الوطنية الدراسات البيئية والتعليمية والعلمية والثقافية. وتضم أذربيجان 8.

## زانجيزور الحديقة الوطنية
حديقة زانغازور الوطنية (التي أعيدت تسميتها وتوسيعها من حديقة أوردوباد الوطنية القديمة في عام 2009) لديها التنوع البيولوجي الغني. وتشمل الحديقة الوطنية أنواعا نادرة ومهددة بالانقراض مثل نمر الأناضول، ومفلون الأغنام الجبلية، وماعز بازهر، ونسر ذيل أبيض، ونسر ذهبي، ومقبرة صغيرة.
- حديقة شرفان الوطنية[11]
- أغ-غول الحديقة الوطنية[12]
- حديقة هيركان الوطنية[13]
- حديقة ألتيغاش الوطنية
- أبشيرون، الحديقة الوطنية
- شاهداغ الحديقة الوطنية
- غويغول الحديقة الوطنية

## المتاحف
- متحف الجيولوجيا
- متحف الزراع
- معرض الصور
- متحف تاريخ الدين
- مركز أذربيجان الفن المصغر
- متحف الآثار و الإثنوغرافيا
- متحف الاستقلال الأذربيجاني
- متحف الكتاب المصغر
- متحف التاريخ الوطني
- متحف أذربيجان، التعليم الوطني،
- متحف أوليمبيا
- متحف الثقافة الموسيقية الأذربيجانية